# Charinus miskito
Charinus miskito es una especie de amblipigio del género Charinus, familia Charinidae. Fue descrita científicamente por Miranda, Giupponi, Prendini and Scharff en 2021.
Habita en América Media. El caparazón de la hembra holotipo mide 2,59 mm de largo por 3,52 mm y el de los machos 2,44 mm de largo por 3,28 mm y 2,44 mm de largo.